# Tschechenigel

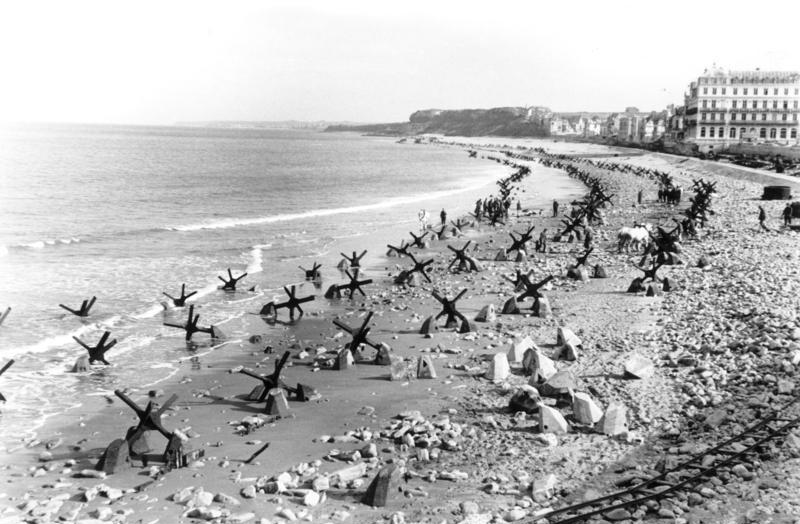
Tschechenigel am Pas de Calais im April 1944

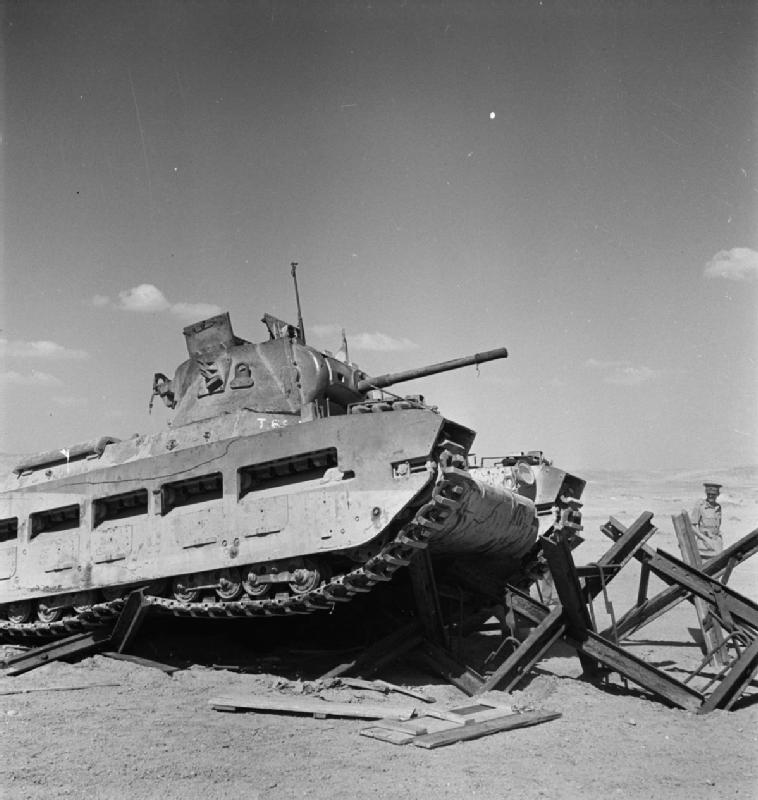
Demonstration der Funktion durch einen britischen Matilda-II-Panzer

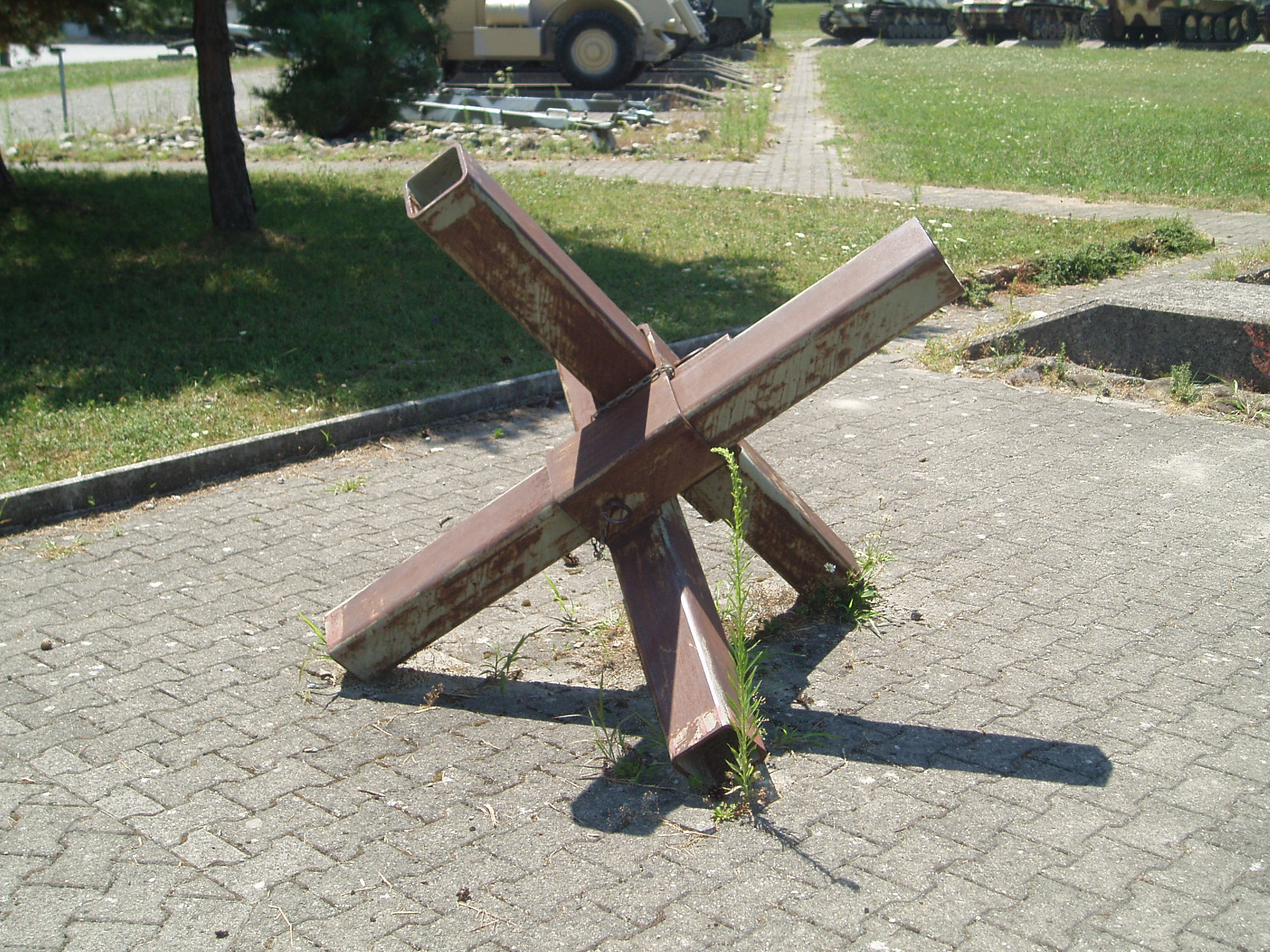
Zerlegbare Stahlspinne (Tschechenigel) der Schweizer Armee

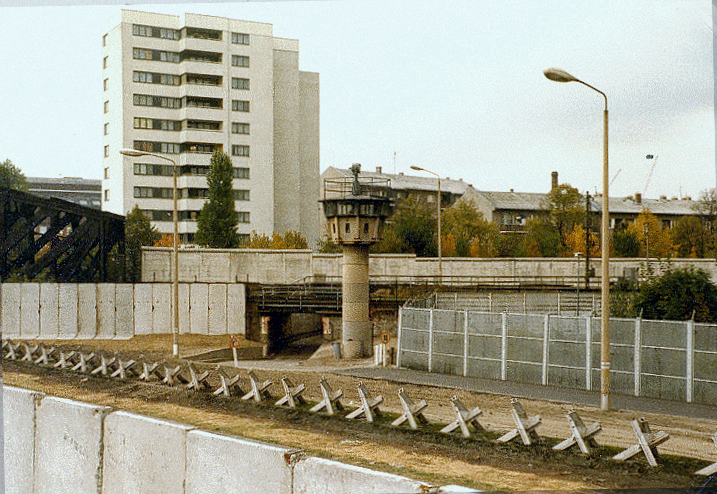
Berliner Mauer mit Panzersperren, Liesenstraße/Gartenstraße, 1980

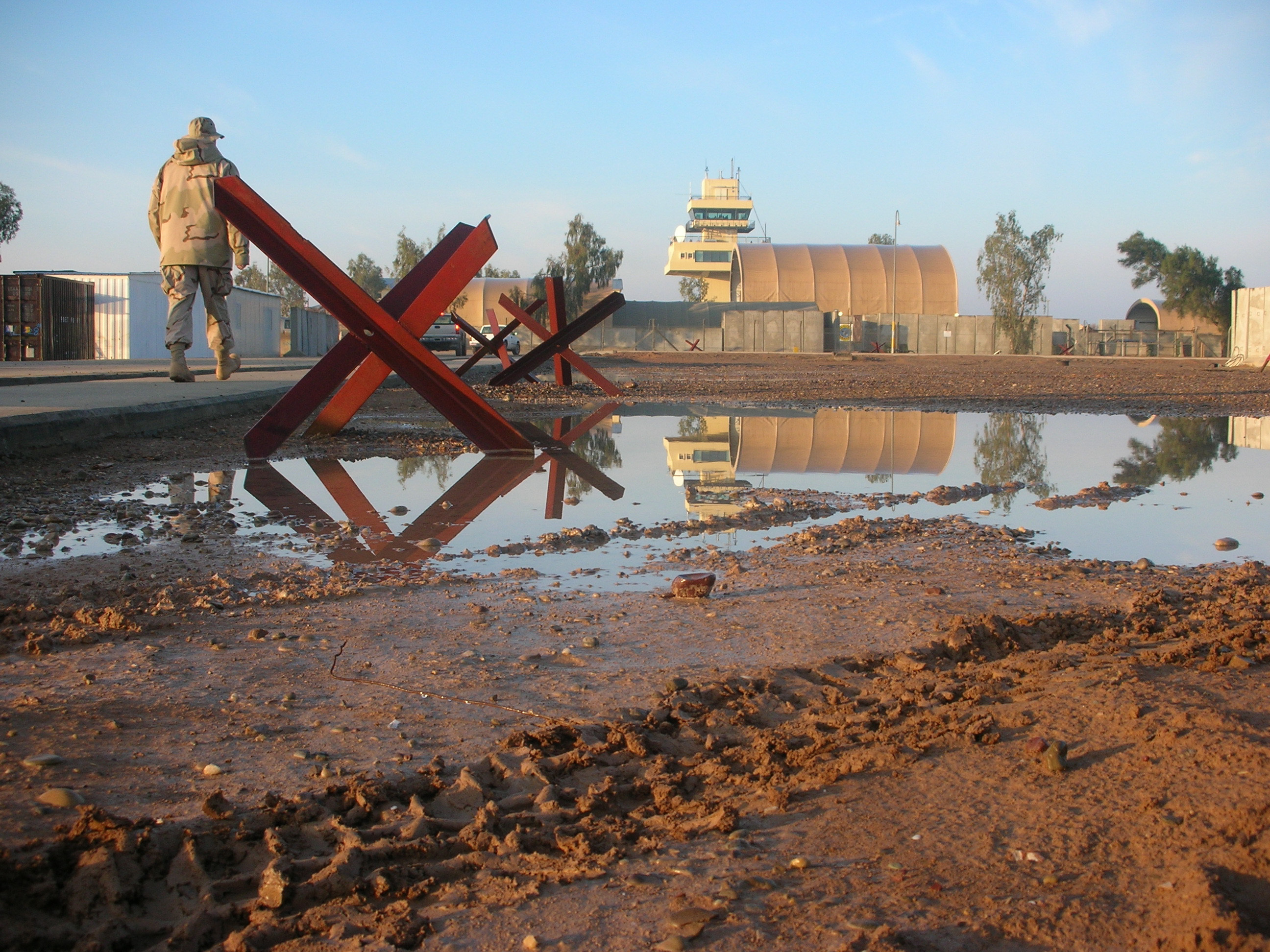
Tschechenigel auf der Balad Air Base, 2006

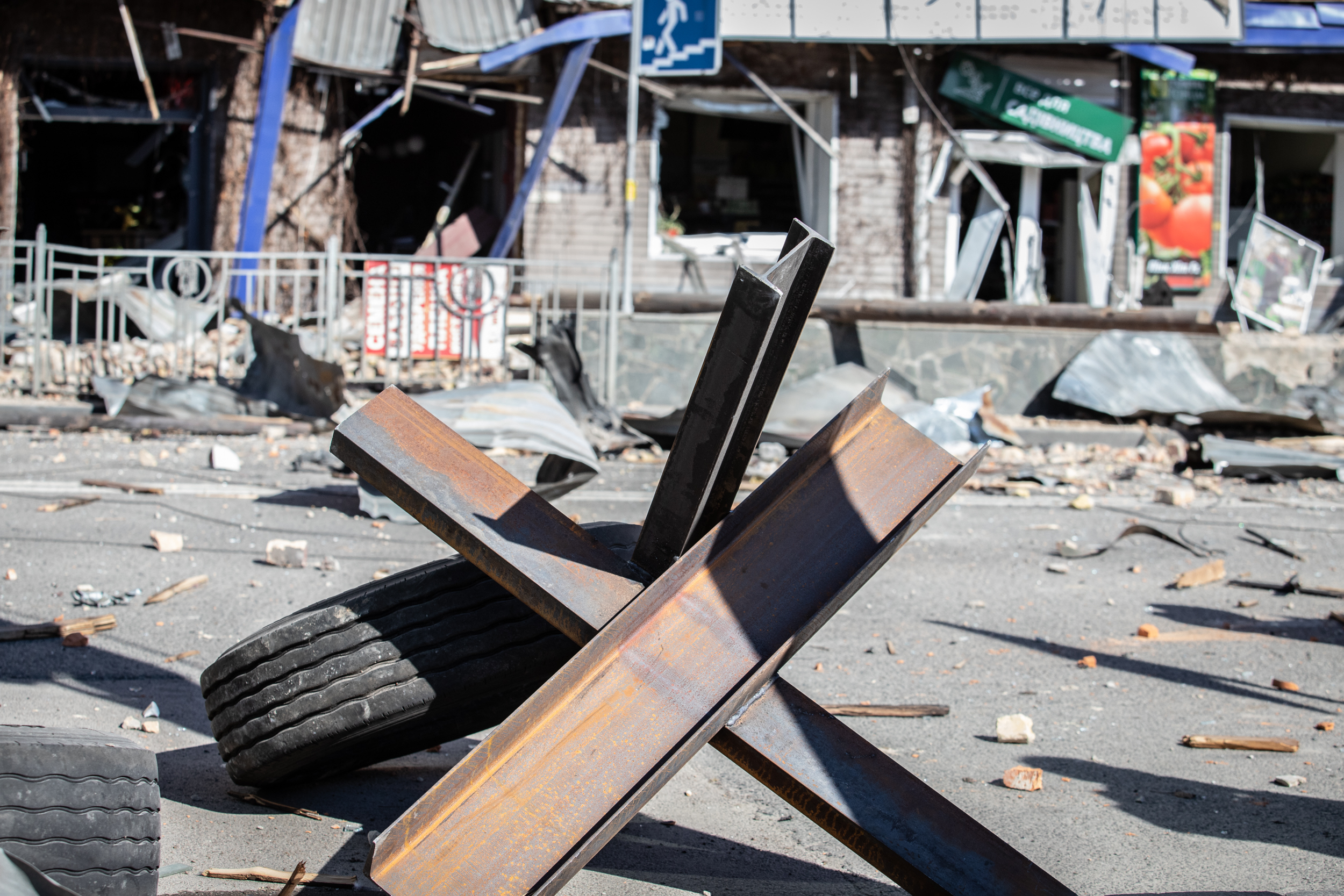
Tschechenigel in Kiew im März 2022

Ein Tschechenigel (tschechisch: rozsocháč), in Österreich als Panzerigel und in der Schweiz als Stahlspinne bezeichnet, ist eine Barriere, die vor allem als Panzersperre eingesetzt wird. Er kann als Weiterentwicklung des spanischen Reiters angesehen werden.

## Eigenschaften
Tschechenigel bestehen in der Regel aus drei etwa 1,5–2 Meter langen Profilstahlträgern, die über Kreuz windschief (die Träger haben keinen gemeinsamen Mittelpunkt) miteinander verschweißt sind. Es gab aber auch vernietete Ausführungen oder solche aus Beton. Bei manchen Ausführungen waren auch nur zwei Träger miteinander verschweißt und der dritte nur angeschraubt, um den Transport zu erleichtern. Es kann praktisch beliebiges, gerade vorhandenes Material verwendet werden, zum Beispiel ausgediente Eisenbahnschienen. Daher eignen sich Tschechenigel auch gut zur improvisierten Herstellung vor Ort.
Durch die Dicke des verwendeten Stahls bleiben die Sperren beim Überfahren zum größten Teil formstabil und bewirken ein Aufbocken des Panzers. Die nun freiliegenden Ketten verlieren an Bodenhaftung und können keinen Vortrieb mehr erzeugen. Der Panzer bleibt stehen. Die Enden der Sperren können sich zusätzlich in den Ketten verkeilen oder diese durchstechen, sodass eine Weiterfahrt unmöglich wird. Bei leicht gepanzerten oder gar ungepanzerten Fahrzeugen wird beim Überfahren der Unterboden stark beschädigt oder durchstochen und das gesamte Fahrzeug damit verkeilt. Der Effekt wird verstärkt, wenn scharfkantige oder angespitzte Stahlträger verwendet werden. Beim Überfahren mit Radfahrzeugen können zudem die Reifen und die gesamte Radaufhängung schwer beschädigt werden. Nachteilig wirkt sich allerdings das relativ geringe Gewicht der Tschechenigel aus, sodass bei unbewachten oder ungeschützten Sperren diese leicht entfernt oder beiseite geräumt werden können. Ein weiterer Nachteil ist die deutliche Sichtbarkeit der Sperren. So werden erfahrene Panzerfahrer nicht absichtlich über dieses Hindernis fahren, sondern davor anhalten oder die Sperre umfahren, was wiederum als taktischer Vorteil bewertet werden kann.

## Geschichte
Die Idee des Tschechenigels stammt vom tschechoslowakischen Major František Kašík (1888–1969), der ab 1935 in der neugegründeten Direktion der Befestigungsanlagen beim Bau des Tschechoslowakischen Walls arbeitete. Dort wurden die Elemente in großem Umfang verwendet. Nach der Besetzung des Landes (Sudetenkrise im Herbst 1938 und Zerschlagung der Rest-Tschechei im März 1939) verwendete die deutsche Wehrmacht die erbeuteten Tschechenigel für eigene Befestigungen und ließ in großem Umfang neue anfertigen. Diese installierte die Organisation Todt unter anderem in der Normandie, etwa am später so genannten Omaha Beach. Tschechenigel wurden später auch von anderen Ländern verwendet, so etwa von Ostblockländern am Eisernen Vorhang. Die DDR verwendete sie an der innerdeutschen Grenze und an der Berliner Mauer. Nach dem russischen Überfall auf die Ukraine 2022 nutzen auch die Ukrainer Tschechenigel, um sich gegen erwartete russische Angriffe zu schützen, etwa auf dem Majdan in Kiew.